# The Simpsons and Philosophy: The D'oh! of Homer
The Simpsons and Philosophy: The D'oh! of Homer (en español, Los Simpson y la filosofía) es un libro en el cual se analiza la filosofía y las influencias en la cultura popular  de la serie de comedia animada Los Simpson, publicado por Open Court.  El título es una sátira a los trabajos filosóficos chinos, como la ópera Tao Te Ching de Lao Tzu.  El libro fue editado por William Irwin, Mark T. Conard y Aeon J. Skoble, cada uno de los cuales escribió uno de los dieciocho ensayos del libro.
El libro fue publicado por primera vez el 28 de febrero de 2001, como el segundo tomo de la serie de Open Court Publishing sobre las series que tratan temas relacionados con la filosofía y la cultura popular, y la que actualmente incluye sesenta y dos libros. El libro ha sido un éxito, tanto en ventas como de crítica, y es utilizado como objeto de estudio en varias universidades y cursos de filosofía. 

## Contenido
El libro incluye contribuciones de dieciocho académicos del campo de la filosofía. Los temas incluidos son comparaciones de los personajes del programa, como Homer Simpson y Aristóteles, o Bart Simpson y Friedrich Nietzsche. En el libro se trata, por ejemplo, por qué el atractivo hacia Homer es universal, explicando que su personaje sufre conflictos de la vida cotidiana, que resultan interesantes para el público en general.
Otros tópicos incluyen la manera en la que el programa hace declaraciones filosóficas y sus opiniones sobre la sexualidad en la política. La religión también es un tema predominante en el libro, mostrando la culpabilidad que siente Homer por no asistir a la iglesia o las tragedias sufridas por Ned Flanders, pese a haber hecho siempre lo que decía la Biblia.

## Recepción
El libro tuvo mucho éxito, vendiendo más de 203.000 copias y convirtiéndose en el libro más vendido de la serie de filosofía y cultura popular de Open Court Publishing. El libro también recibió buenas críticas, focalizándose en las temáticas filosóficas que se logra relacionar con Los Simpson, tal como Booklist, en la cual se escribió "[...] ese libro muestra conceptos logrados después de mucho estudio, los cuales son fáciles de comprender porque se muestran a través de una gran serie animada", o Publishers Weekly en la cual se escribió, "Los fanáticos de Los Simpson descubrirán que este libro es la respuesta perfecta hacia aquellos que descalifican el programa diciendo que no es inteligente".
El libro ha sido utilizado en muchas universidades para ayudar a estudiar filosofía y en varias se ha tomado como el material de lectura principal. También ha sido elogiado por haber logrado conectar los estudios filosóficos con la población joven, utilizando la cultura popular. Los profesores que usan el libro como material de lectura principal dijeron que el libro "ayuda a presentar la filosofía a la gente". En la Universidad de California, Berkeley, una clase titulada "Los Simpson y la Filosofía" se dedica enteramente a dicha serie y a la filosofía.
Este libro y otros similares han sido criticados en menor medida por haber supuestamente mostrado contenidos filosóficos vinculados pobremente con temáticas populares, sólo para atraer a los consumidores. El libro y otros que tratan la misma temática son satirizados en un artículo titulado "La 'Cultura popular y la Filosofía' Libros y Filosofía: Filosofía, has sido oficialmente burlada".

## Traducción al español
El libro fue traducido al español por Diana Hernández, bajo el título Los Simpson y la filosofía y fue publicado por la editorial Blackie Books en octubre de 2009.